# 劉健
劉 健（漢音読み：りゅう けん、簡体字：刘健、繁体字：劉健、拼音：Liú Jiàn、Liu Jian、1984年8月20日 - ）は、中華人民共和国・山東省淄博市出身の元サッカー選手。元中国代表。現役時代のポジションはディフェンダー。

## 来歴

### クラブ

#### 青島中能
2003年に青島中能ユースに所属していた。そして2004年にトップ昇格を果たした。2013年まで国内リーグ戦に228試合出場、37得点を記録した。

#### 広州恒大
2013年4月11日、移籍金の発生なしで青島中能から広州恒大へ移籍が決定し、2014年から広州恒大でプレーしている。
2015年12月24日に広州恒大との契約を更新した。契約年数は2〜5年と発表された。

#### 北京人和
2017年12月28日、北京人和足球倶楽部へ移籍した。

## 所属クラブ
ユース経歴
- 2003年  青島中能足球倶楽部

プロ経歴
- 2004年 - 2013年  青島中能足球倶楽部
- 2014年 - 2017年  広州恒大足球倶楽部 / 広州恒大淘宝足球倶楽部
- 2018年 - 2020年　 北京人和足球倶楽部
- 2021年  青島足球倶楽部

## タイトル

### クラブ
広州恒大
- AFCチャンピオンズリーグ：1回 (2015)
- 中国サッカー・超級リーグ：4回 (2014, 2015, 2016, 2017)
- 中国サッカー・スーパーカップ：1回 (2016)
- 中国FAカップ：1回 (2016)

### 個人
- 中国サッカー・超級リーグベストイレブン：1回 (2007)